# Stadio Valerio Bacigalupo
Stadio Valerio Bacigalupo – wielofunkcyjny stadion w Savonie, we Włoszech. Może pomieścić 4 000 widzów. Jest aktualnie używany głównie dla meczów piłki nożnej. Swoje spotkania rozgrywa na nim Savona 1907 FBC. Obiekt powstał w 1959 i jest własnością miasta.
Stadion znajduje się przy Via Cadorna w dzielnicy Legino i jest aktywny od sezonu 1959/60. Wcześniej zespół piłkarski Savony grał w boisku sportowym Corso Ricci, u zbiegu Letimbro i Lavanestro. Stadion nazwany imieniem Valerio Bacigalupo, byłego bramkarza najpierw Savona FBC, a następnie Grande Torino i włoskiej drużyny narodowej, zginął 4 maja 1949 roku w katastrofie na wzgórzu Superga. 
Obiekt został otwarty w dniu 6 września 1959 roku z krojenia wstęgi ze strony matki bramkarza i meczu otwarcia pomiędzy Savoną a Torino AC (zakończony 3:0 dla granatowych).
Konstrukcja została zbudowana o pojemności 20.000 widzów, a następnie stopniowo została ograniczona do zaledwie 4000 miejsc siedzących. Zamknięto półokrągłe strony stadionu, które nie przystosowane do nowych przepisów dotyczących bezpieczeństwa oraz inne elementy stanowiące problemy w odniesieniu do dróg ewakuacyjnych.
Stadion podzielony na 4 sektory:
- tribuna (1000 miejsc), trybuna główna znajdująca się po zachodniej stronie boiska;
- distinti (1200 miejsc), siedzenia znajdujące się naprzeciwko głównej trybuny;
- gradinata (1300 miejsc), siedzenia znajdujące się po wschodniej części stadionu, przydzielane zorganizowanych fanom biało-niebieskich;
- settore ospiti (500 miejsc), siedzenia znajdujące się także po wschodniej stronie stadionu, jest oddzielona od reszty barierami wykonanymi zgodnie z obowiązującymi przepisami.